# Tines enmig de les vinyes de les valls del Montcau
Les tines enmig de les vinyes de les valls del Montcau són uns conjunts de tines, barraques, premses de vi, cups, cellers i d'altres construccions de pedra auxiliars associades a l'explotació de la vinya i a l'emmagatzematge, elaboració i altres operacions per a fer vi. Estan situades als municipis de Mura, Talamanca i el Pont de Vilomara i Rocafort (al sud-est del Bages) i es troben en diversos llocs de les valls del Montcau, repartits pel vessant nord-oest del Parc Natural de Sant Llorenç del Munt i l'Obac i la seva àrea d'influència. Foren construïdes al mateix lloc on hi havia les vinyes plantades per a fer aquest vi i s'utilitzaren entre el segle xviii i principi del segle xx.
Hi ha un total de 129 tines documentades agrupades en 52 conjunts. El 12 de juny del 2018, 13 d'aquests conjunts de tines van ser declarats Bé Cultural d'Interès Nacional en la categoria de Zona d'Interès Etnològic. En la declaració, es justifica que aquests conjunts destaquen "pel seu interès històric, cultural, etnològic i social" i que "es tracta d'un patrimoni únic i singular vinculat amb una zona paisatgística que s'ha caracteritzat històricament per l'explotació de la vinya". Els criteris que es tingueren en compte a l'hora de fer la selecció dels conjunts van ser: "la monumentalitat, la bona conservació, el fet de ser els més representatius de les diferents tipologies o els més reconeguts per la població local, o el fet de tenir barraques o altres elements singulars, com premses o cups."

## Introducció
En el seu moment de major expansió, cap a finals del segle xix i just abans de l'arribada de la fil·loxera, gairebé la meitat de la superfície total dels termes municipals de Mura, Talamanca i el Pont de Vilomara i Rocafort era plantada de vinyes: les vinyes envoltaven les muntanyes d'un lloc on ara no queda pràcticament cap cep. Si avui dia féssim un recorregut per les terres d'aquests municipis ens trobaríem amb nombroses tines i barraques de vinya, així mateix com marges de pedra seca construïts per anivellar el terreny, construccions que a hores d'ara ja no tenen cap utilitat pràctica però que ens recorden els esforços que la gent d'una època no gaire llunyana van fer per la seva diària supervivència. Totes aquestes construccions són testimonis d'un monocultiu que durant el segle xix es va menjar grans àrees de bosc, terrenys que la natura avui torna a reclamar.

## Característiques

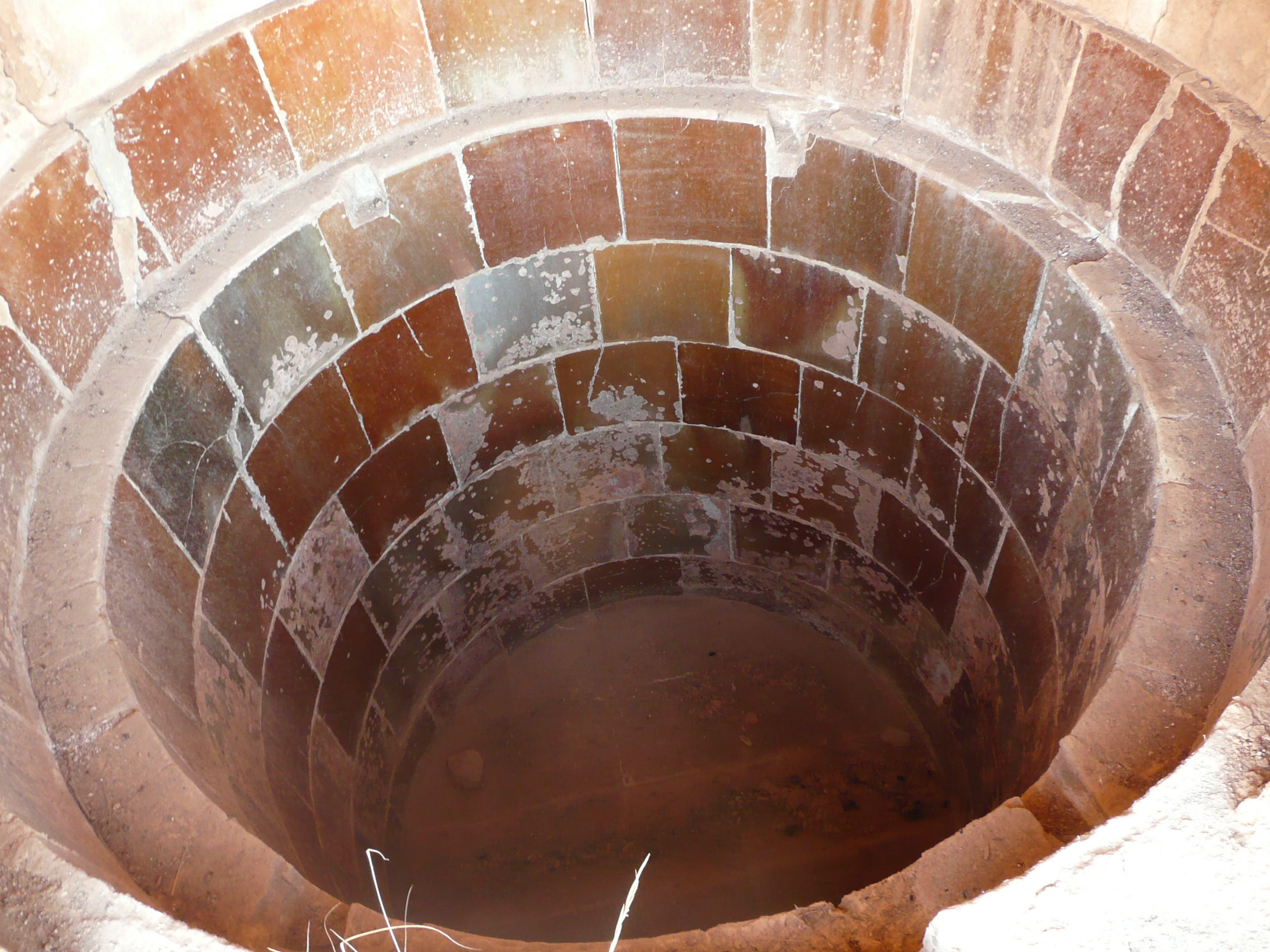
Tina folrada amb cairons vidriats. Es veu com la part superior forma una petita lleixa per tal d'aguantar uns travessers de banda a banda on es trepitjava la verema.

S'han catalogat 129 "tines enmig de les vinyes" en diferents estats de conservació. Algunes es troben aïllades, amb només la seva barraca adossada (13 en total) i altres formant conjunts (les 90 restants). Aquests conjunts són considerades com les construccions més interessants: tres, quatre o més tines construïdes simultàniament (sortia més barat) i que, de vegades, posseïen en comú una premsa per la brisa residual. Aquesta era l'única eina col·lectiva, ja que cadascuna de les tines eren usades individualment pel seu propietari.
La major part són de planta circular (81), tanmateix n'hi ha de rectangulars (12) i mixtes, amb dipòsit circular i parets exteriors rectangulars (10). Les seves capacitats hi són entre els 1.200 litres de la més petita i 31.000 la més gran. No solien passar dels 2,5 m de diàmetre ni dels 3 de fondària. Per a la seva construcció s'utilitzava pedra presa amb morter de calç, folrant les parets interiors amb rajoles vidriades quadrades, planes o lleugerament corbades. La part superior, amb la porta per accedir-hi, es realitzava amb pedra seca i la coberta es construïa en falsa cúpula, amb una capa atapeïda de terra per impermeabilitzar-la, alhora que feia d'aïllant tèrmic. A la part inferior hi havia una obertura per buidar el vi ja fermentat, protegit normalment a dins d'una barraca de pedra seca adossada a la tina.

## Orígens

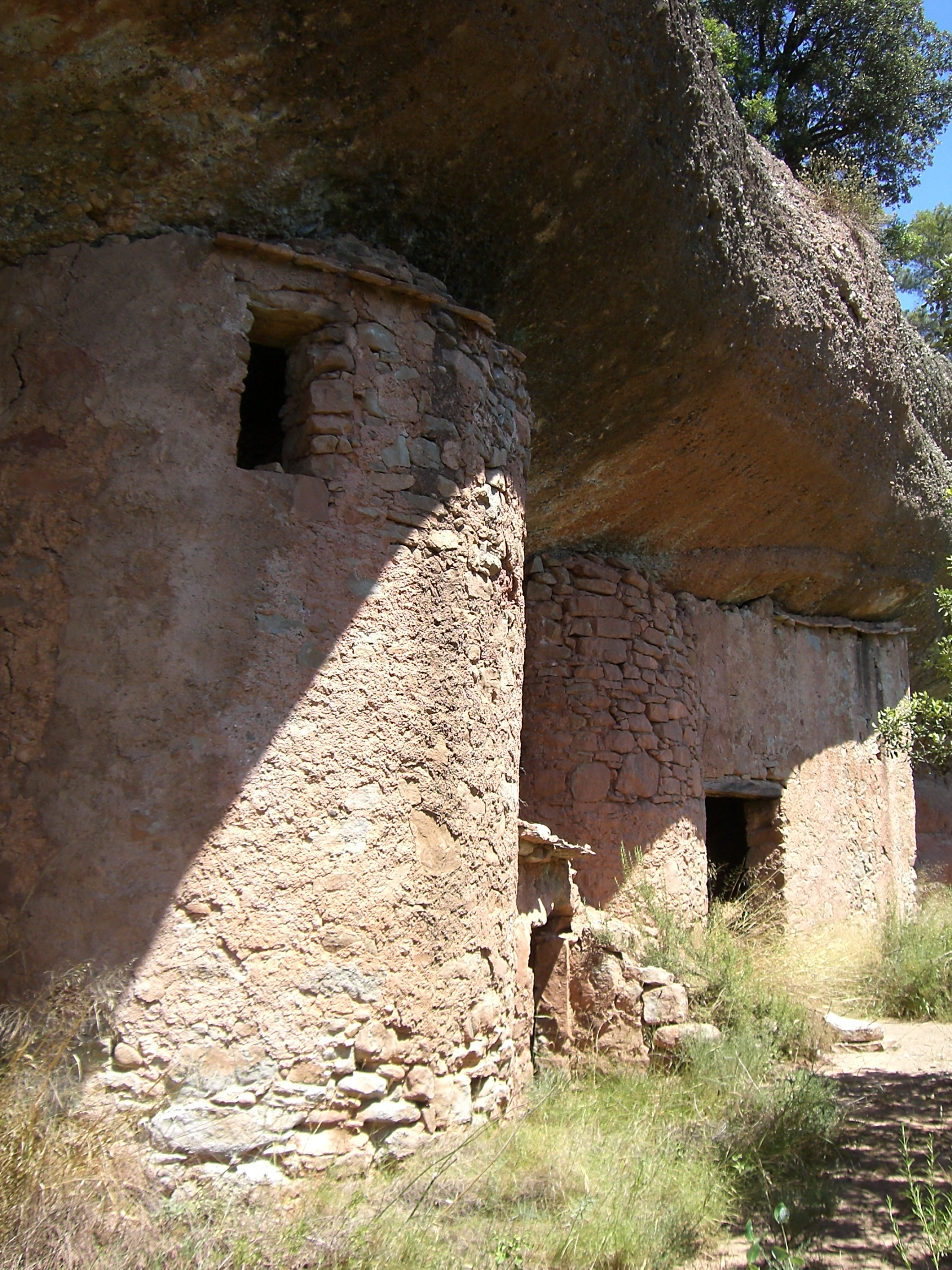
Conjunt de les tines Balmes Roges, construïdes aprofitant la balma anomenada Balmes Roges, a la serra de Puig Gili, al Pont de Vilomara i Rocafort.

A Navàs (al Bages) i Balaguer (la Noguera) s'han trobat antics dipòsits excavats a la roca i que van servir per fer les funcions de follador (per xafar la verema) i de cup (per fermentar-la). Allà, enmig dels camps de conreu, es poden veure diversos conjunts de follador-cup connectats entre si i que es poden datar en el segle xiv per la ceràmica trobada in situ.
Al llarg dels segles xvi i xvii va anar prenent forma la tina construïda amb pedra i folrada amb ceràmica que va permetre realitzar en un mateix espai la premsa de la verema i la fermentació del most. Per això hi havia a la part superior del cup uns travessers de banda a banda on s'abocava i trepitjava la verema, escolant-se el most entre les fustes. Acabat tot el procés aquestes s'apartaven, caient la brisa. Es tancava tot per començar la fermentació. Tot i que aquestes tines es construïen dins els cellers dels masos i cases del poble, el model és el mateix al que seria adoptat posteriorment per les vinyes.
El creixement de la població al llarg dels segles xviii i xix i l'exportació de vi i aiguardent cap al nord d'Europa i Amèrica va provocar l'expansió accelerada del cultiu de la vinya, que va ocupar terres fins llavors ermes o boscoses, construint per allò terrasses amb marges de pedra seca a les mateixes vessants de les muntanyes. Normalment, aquestes noves vinyes no els treballava l'amo del mas propietari de la peça de terra, que moltes vegades hi era fortament endeutat, sinó que la cedia a petits pagesos mitjançant un contracte de rabassa morta, una mena de cessió de la terra mentre visquessin els ceps a canvi de la qual es devia donar-li a l'amo una part de la collita (al llarg del segle xviii acostumava a ser un quart i al segle xix un terç). La verema recollida es devia portar ràpidament fins a la tina per evitar que comencés una fermentació incontrolada, així que tots aquells que van arrendar vinyes llunyanes dels pobles i que, a més, tenien dificultats d'accés per als carros i/o per als animals, van haver de cercar noves solucions. Així van aparèixer les tines al voltant dels masos i enmig de les vinyes, construïdes pels rabassaires però que tornaven a propietat dels amos un cop finalitzat el contracte. Construir la tina a la vora del mas reduïa els problemes de seguretat, però l'amo podia controlar la venda del vi, un fet que resultava més difícil en el segon dels casos. Potser per això aquesta opció fou tan acceptada a les valls del Montcau.

## Context
Malgrat hi ha proves documentals de l'establiment de tines enmig de les vinyes al segle xviii, la majoria són de la segona part del XIX, corresponent amb un gran augment de la superfície plantada de vinyes.
Aquest creixement es va produir en el context de recuperació econòmic que va seguir la ruïnosa Guerra del Francès. La guerra va deixar Catalunya esfondrada, amb la seva població disminuïda, les fàbriques i les infraestructures destrossades, els conreus deixats i el comerç inexistent. Els primers anys de la postguerra els preus agrícoles van baixar a Catalunya, provocant una crisi agrària de la qual es va començar a sortir després de 1830, quan es van assolir els nivells de producció previs al conflicte. A aquesta normalització van contribuir les desamortitzacions, les transformacions agrícoles i l'articulació entre desenvolupament agrari i industrial.

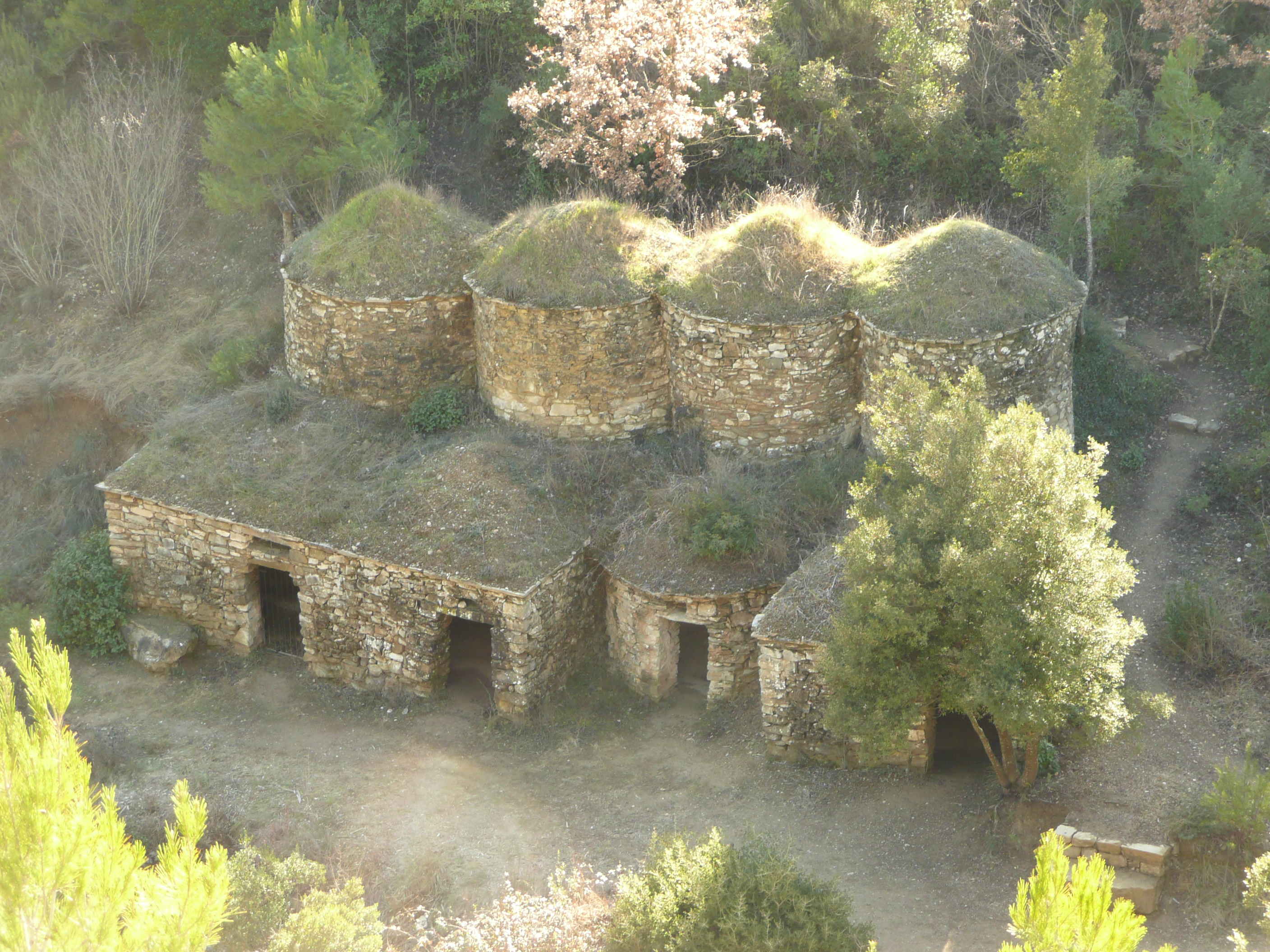
Visió general del conjunt anomenat del Tosques: quatre tines i les seves barraques adossades (límits del parc natural, El Pont de Vilomara i Rocafort).

Després del triomf liberal de 1834 va començar la desamortització de les mans mortes (terres i béns eclesiàstics), de les quals no es van beneficiar els pagesos pobres, sinó que van fer créixer les possessions de l'aristocràcia amb diners i de la burgesia industrial. Alhora que els nous propietaris van aconseguir grans beneficis en uns pocs anys, llançant una veritable revolució agrònoma que va alimentar a Catalunya l'incipient procés d'industrialització, els pagesos van veure com el seu nivell de vida empitjorava provocant continus conflictes socials. Conflictes que, possiblement, van ser bàsics per comprendre la postura del camp català a favor dels carlins a les guerres que van sacsejar Espanya al segle xix.
Cap als anys quaranta els cultius predominants al Principat eren el blat, l'olivera i la vinya a les planes, i a la muntanya es destacava la civada, l'ordi i el sègol, a més de la patata. La introducció de fertilitzants i noves eines, així com les rotacions dels cultius, van permetre la intensificació de la producció i l'expansió de les superfícies conreades fins a arribar al seu màxim allà per 1885 (el 25% en cent anys).
El motor de l'expansió fou l'augment progressiu de les vinyes. Això encara que van sofrir una plaga d'oïdi a mitjan segle, malaltia que fou combatuda amb rigor científic: gràcies a l'ús intensiu del sofre van recuperar-se les vinyes totalment. El conreu de la vinya deixava un ampli marge de beneficis que augmentaven més i més, mentre que els preus d'altres productes agrícoles (el blat, per exemple) es reduïen constantment. Així, si el preu de venda del vi a la primera meitat del XIX va ser dues vegades el seu cost de producció, l'aparició de la fil·loxera a França després de 1865, va provocar que els preus finals arribaren a duplicar-se. Al llarg de quinze anys els pagesos catalans van recaptar uns beneficis enormes fins que, el 1879 el paràsit va creuar els Pirineus i va començar a arruïnar els ceps de l'Empordà.

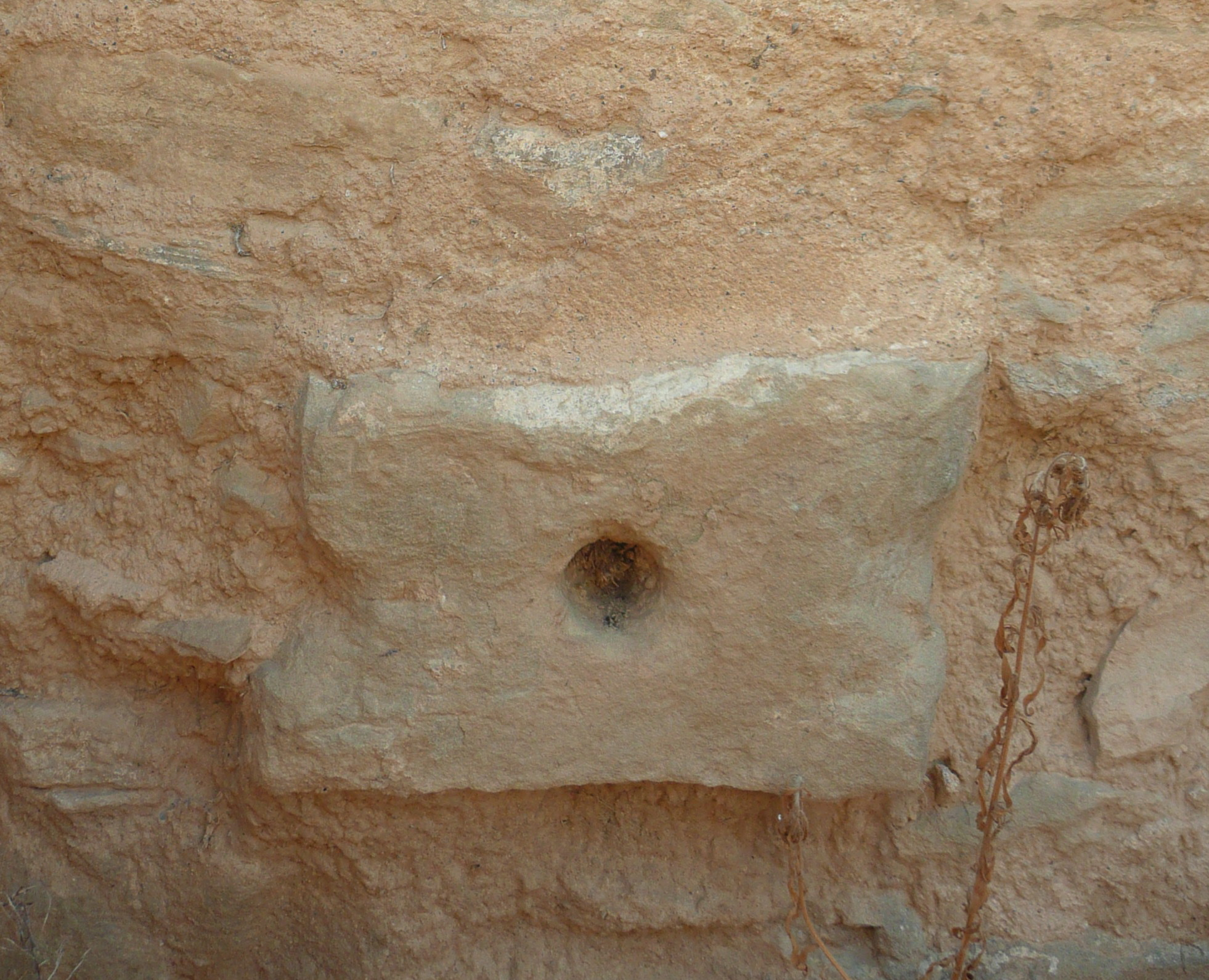
A la part inferior de les tines hi ha la pedra de la boixa o simplement, boixa. Es tracta d'una pedra que se li ha fet un forat al mig per tal de poder buidar la tina. Aquest conducte sovint es tapava amb un tap fet de boix, arbust d'on ve el nom.

Encara que es va projectar la creació d'un espai d'aïllament prop de la frontera amb França per tal d'impedir la propagació de la plaga, l'oposició de pagesos i amos de cellers va obstaculitzar l'execució d'aquesta mesura. En aquests moments el preu del vi arribava a nivells molt alts i ningú volia perdre aquests guanys. Els pagesos es preocupaven més de la quantitat que de la qualitat del producte i encara que la productivitat era baixa es compensava amb una gran graduació alcohòlica. Davant la desídia del govern i la passivitat dels mateixos productors la fil·loxera es va estendre per tot el Principat, arribant al Priorat el 1889. Segons morien els ceps es van deixar els cultius a les regions muntanyoses i comarques senceres van veure com es despoblaven o es reduïa considerablement la seva població, que va emigrar a Barcelona o Amèrica. Encara que les vinyes van ser destruïdes l'estat va seguir exigint igualment la satisfacció completa dels tributs, que ni amos ni rabassaires podien pagar. El camp català es va enfonsar en una crisi tal que per 1888 havien sigut embargades més de quatre-cents mil finques.
La solució a la malaltia va consistir en la replantació de les vinyes amb ceps americanes resistents a l'insecte. Però la devastació va ser molt gran: les vinyes catalanes van passar de les 385.000 hectàrees de 1888 a només 41.000 en 1899, de les quals 22.000 estaven infectades per la fil·loxera. Conseqüentment, la xarxa agrària es va veure modificada profundament: es van abandonar les terres marginals (com les valls muntanyoses del Montcau, de difícil accés i baixa productivitat) i es va especialitzar i intensificar la producció de les terres millors. Els conflictes socials latents al medi rural es van agusar, ja que els rabassaires van veure com, al morir les vinyes, es rescindien els seus contractes de rabassa morta i les seves condicions de vida van empitjorar sensiblement. Això va provocar que, pel 1893, els afectats es van organitzar a la Federació d'Obrers Agrícoles i es van estendre les revoltes.

## Relació de conjunts

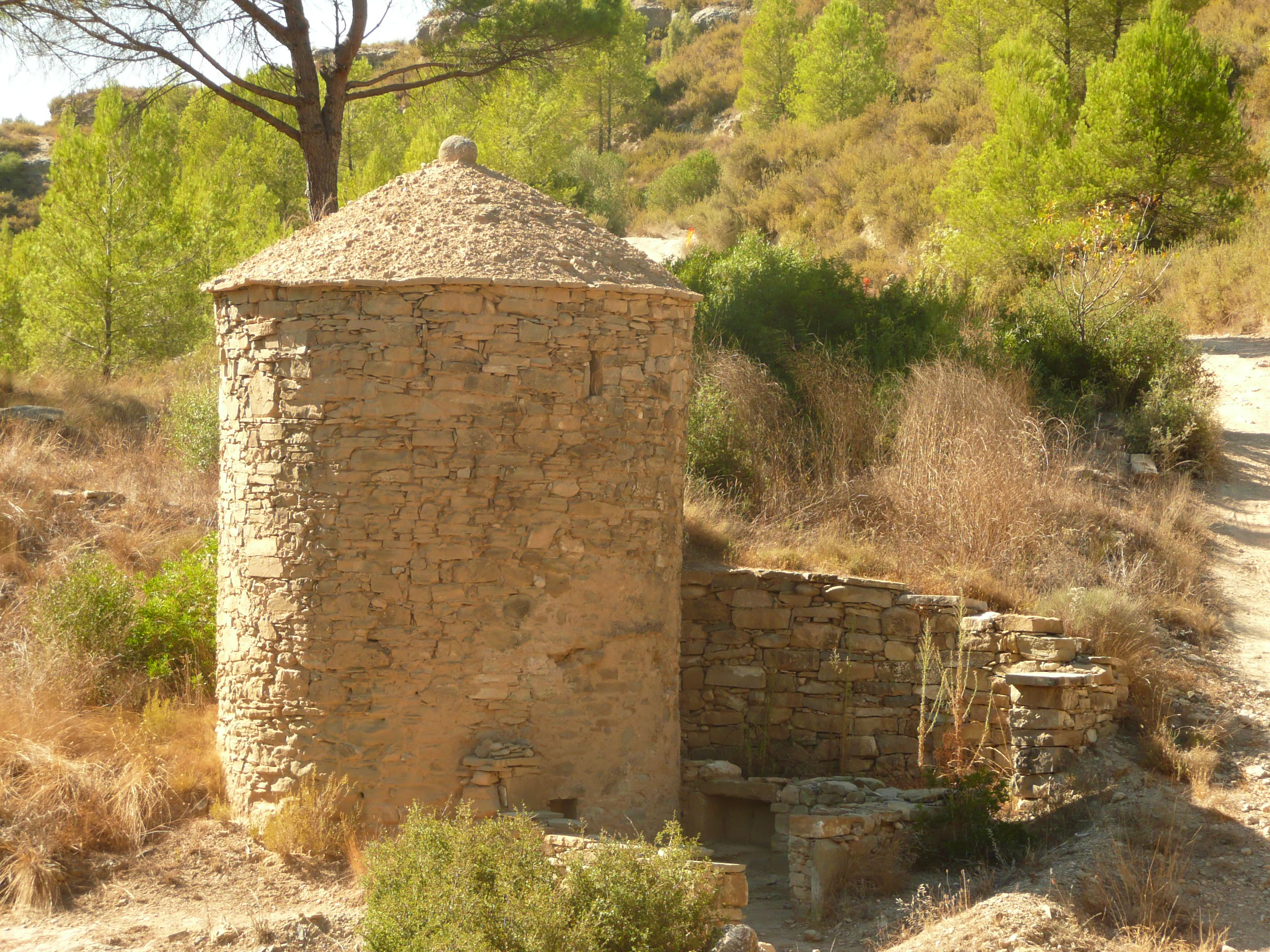
Tina la Solitària, a la riera de Mura (Talamanca). A la part inferior, prop de la paret esquerra de l'antiga barraca adossada, es veu la pedra quadrada on hi havia la boixa.

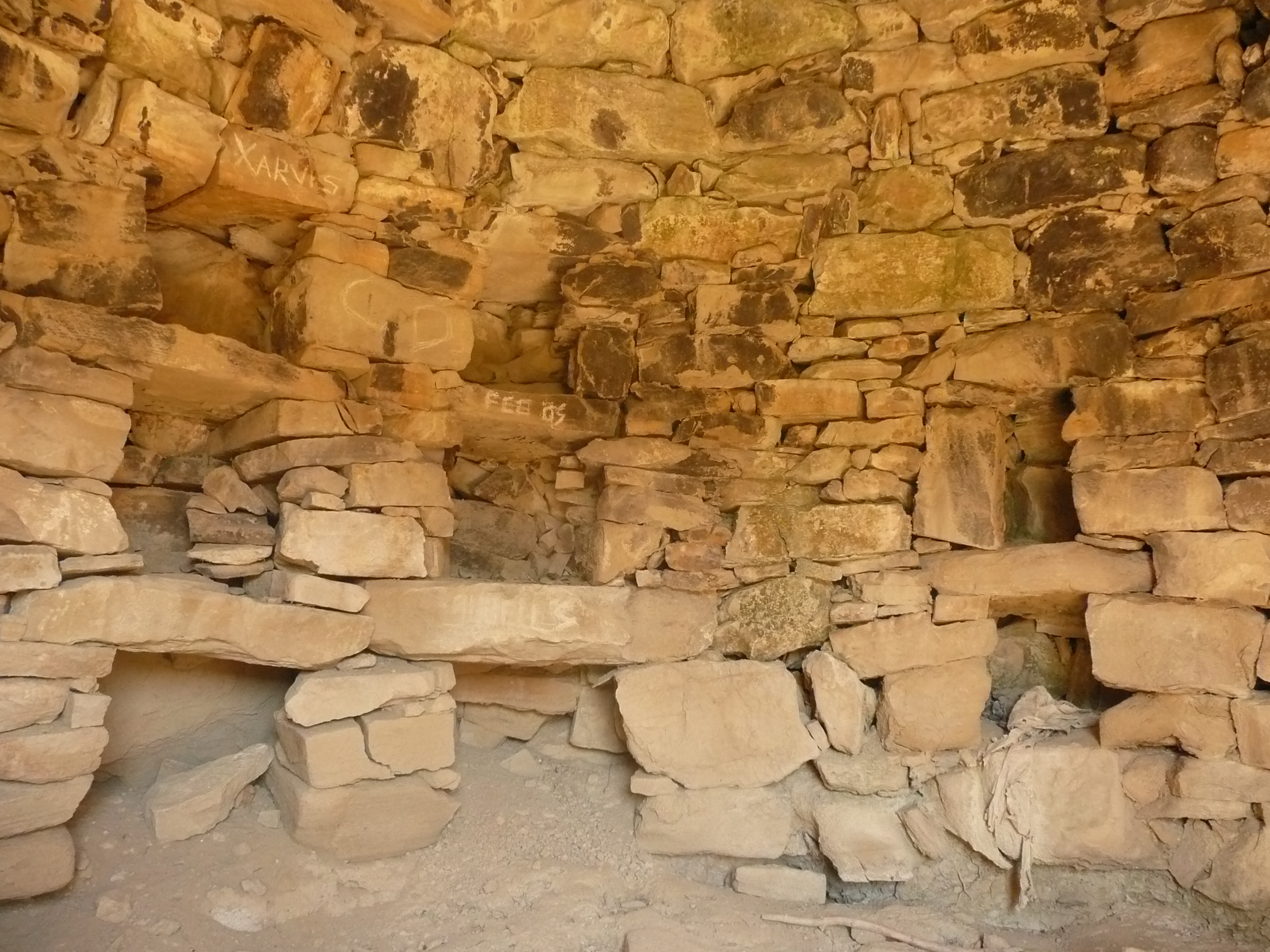
Interior d'una barraca de vinya on es distingeixen els prestatges realitzats a les parets de pedra seca.

- Vall del Flequer (El Pont de Vilomara i Rocafort)
  - Tines d'en Bleda – conjunt de dues tines i dues barraques.
  - Tines d'en Tosques – conjunt de quatre tines i quatre barraques.
  - Tines de l'Escudelleta – conjunt format per onze tines (una de 17.800 l), set barraques i una premsa de vi.
  - Tines d'en Ricardo – conjunt de sis tines, dues barraques i una premsa.
  - Tines del Camí del Flequer – conjunt de quatre tines (una de 19.000 l) i dues construccions auxiliars.
- Serra de Puig Gili (El Pont de Vilomara i Rocafort)
  - Tines Lluca – conjunt de tres tines i tres barraques.
  - Tines Ratapinyades – conjunt de dues tines (de 22.600 i 9.400 l) i una gran edificació rectangular.
  - Tines de l'Olla – conjunt de cinc tines (dues amb planta rectangular) i dues barraques.
  - Tines Balmes Roges – conjunt de tres tines, quatre construccions més i una premsa situats a l'interior d'una balma.
  - Tines Companyó – construcció formada per una única tina i una barraca ubicada a l'entrada.
  - Tines del Camí del Companyó – conjunt de dues tines i una barraca.
  - Tines del Boines – conjunt de dues tines (una de planta rectangular i molt petita, de 1.200 l) i una barraca.
- Torrent de Santa Creu de Palou (El Pont de Vilomara i Rocafort, Mura i Sant Vicenç de Castellet)
  - Tines de Can Padre – conjunt de dues tines i tres edificacions.
  - Tines de la Pedrera – ruïnes d'una tina.
  - Tines del Docte – conjunt de cinc tines i sis edificacions, la major part de les quals es troben molt malmeses.
  - Tines de l'Oliva – construcció formada per una única tina (de 16.000 l) i una barraca.
  - Tina del camí de Vallhonesta; – conjunt de dues tines de planta rectangular, dues barraques i un espai-celler, situat a Sant Vicenç de Castellet. Hi ha parts desaparegudes i es troba en un estat de conservació dolent.[16]
- Farell - Matarrodona (Mura)
  - Tines del Martinet – conjunt de quatre tines.
  - Tines dels Manyetes – conjunt de tres tines (dues de planta rectangular i de 2.800 l cada una) i dues barraques.
- Riera de l'Àlber (El Pont de Vilomara i Rocafort)
  - Tines de Juan Arnau e Hijo – conjunt de dues tines rectangulars, un edifici amb xemeneia, un banc de pedra i altres elements.
- Les Generes (Talamanca)
  - Tines del pla de les Generes – conjunt de dues tines i una barraca.
  - Tines del camí de les Generes – conjunt de dues tines i dues barraques adossades.
- Riera de Mura - Sant Esteve (Talamanca i El Pont de Vilomara i Rocafort)
  - Tines de les Solanes – conjunt d'onze tines (una de 17.000 l), una barraca i un altre edifici auxiliar que podria haver constat de més d'una planta (però que no es conserven).
  - Tina la Solitària – conjunt d'una tina i dues barraques.
  - Tina la Transformada – conjunt d'una tina i les restes d'una edificació auxiliar.
  - Tines de la Resclosa del Ventaiol – tina solitària de planta circular.
  - Tina del Solei de les Generes – conjunt d'una tina i una barraca.
  - Tines del Camí de Sant Esteve – conjunt de dues tines.
  - Tines de la Baga de les Cucoles – conjunt d'una tina i una barraca.
  - Tines de la Masia Sant Esteve – conjunt de dues tines.
  - Tines del Camí de Ventaiol – conjunt d'una tina i una barraca.
  - Tina del Ventaiol – tina solitària de planta circular.
- Riu Llobregat (Talamanca)
  - Tines de la Casa de les Tines – conjunt molt ben preservat de set tines amb gran capacitat (algunes de 31.000, 24.000 i 18.000 l) i una barraca.
  - Tines dels Tres Salts – conjunt de set tines alineades i una barraca, situades a prop dels Tres Salts del riu Llobregat.
- Ca n'Escaiola (Talamanca)
  - Tines de Ca n'Escaiola – conjunt de quatre tines (tres de planta rectangulars) i una barraca.[17][18]